# Eppia
Eppia is een geslacht van rechtvleugeligen uit de familie sabelsprinkhanen (Tettigoniidae). De wetenschappelijke naam van dit geslacht is voor het eerst geldig gepubliceerd in 1875 door Stål.

## Soorten
Het geslacht Eppia  is monotypisch en omvat slechts de volgende soort:
- Eppia truncatipennis (Stål, 1875)